# (37475) 1038 T-1
1038 T-1 (asteroide 37475) é um asteroide da cintura principal. Possui uma excentricidade de 0.25497190 e uma inclinação de 3.13254º.
Este asteroide foi descoberto no dia 25 de março de 1971 por Cornelis Johannes van Houten e Ingrid van Houten-Groeneveld e Tom Gehrels em Palomar.